# 大片美游击队税站旧址
大片美游击队税站旧址，位于中国广东省东莞市东莞市大岭山镇大片美村，为东莞市的一个市、县级文物保护单位，类型为近现代重要史迹及代表性建筑，公布时间为2004年1月8日。
大片美游击队税站旧址的历史年代为清代。